# حبیب‌الله رامین
حبیب‌الله رامین (زاده: ۱۳۱۹ ولسوالی فرنگ و غارو، ولایت بغلان) سیاست‌مدار افغانستانی و نماینده مردم بغلان در دوره پانزدهم مجلس نمایندگان افغانستان بود.

## زندگی‌نامه
حبیب‌الله رامین متولد ۱۳۱۹ از ولسوالی فرنگ و غارو ولایت بغلان افغانستان است. وی تحصیلات خود را در مقطع لیسانس در رشته شرعیات از دانشگاه کابل به اتمام رسانده‌است.

## دیگر فعالیت‌ها
- قاضی در محاکم.[۱]